# Lepelbrug
De Lepelbrug in de Nederlandse stad Delft, provincie Zuid-Holland, is een brug uit 1929 over de Delftsche Vliet. De brug vormt een verbinding tussen het centrum van Delft en het terrein van de voormalige Calvé-fabriek en verderop de doorgaande weg naar Rijswijk, 't Haantje, de Lange Kleiweg en het Jaagpad langs de Delftsche Vliet.
De brug is een ontwerp van L.W.G. de Roo de la Faille en W. Gijzen, werd gebouwd door Werkspoor, en is een Rijksmonument. 
Voor de scheepvaart heeft de brug nog nauwelijks een functie, omdat het al heel lang niet meer mogelijk is om op deze manier door Delft te varen. De brug heeft nog de oorspronkelijke rood-witte afsluitbomen die op straat handmatig dichtgeduwd moeten worden. Zij scharnieren horizontaal, zodat bij een open brug de vier bomen in het verlengde liggen van de balustrades van de brug. Aangezien het doodlopende water alleen nog als aanmeerplaats voor pleziervaart dient gaat de brug maar zelden omhoog. 
In 2007 is het brugdek gerenoveerd vanwege het vele zware vrachtverkeer over deze brug ten behoeve van DSM en Calvé. De brug mag tot maximaal 45 ton belast worden, en is daarom versmald tot één rijstrook. 
Aan de Delftse kant reden van 1866 tot 1931 trams langs de brug en dan door het Kalverbos. Eerst met paard, vanaf 1887 met stoomtram, en vanaf 1923 de elektrische tram. Dat ging allemaal over de oude krappe lage Reineveldbrug.